# Boldklubben 1913
A Boldklubben 1913 egy dán labdarúgócsapat. A klubot 1913-ban alapították. 2006-ban egyesült másik két csapattal, a Boldklubben 1908-cal és a Dalum IF-fel, ezzel létrejött a jelenleg a másodosztályban szereplő FC Fyn.

## Sikerek
- Kupagyőztes: 1963

## Külső hivatkozások
- Hivatalos weboldal